# Pollo a la Villeroy

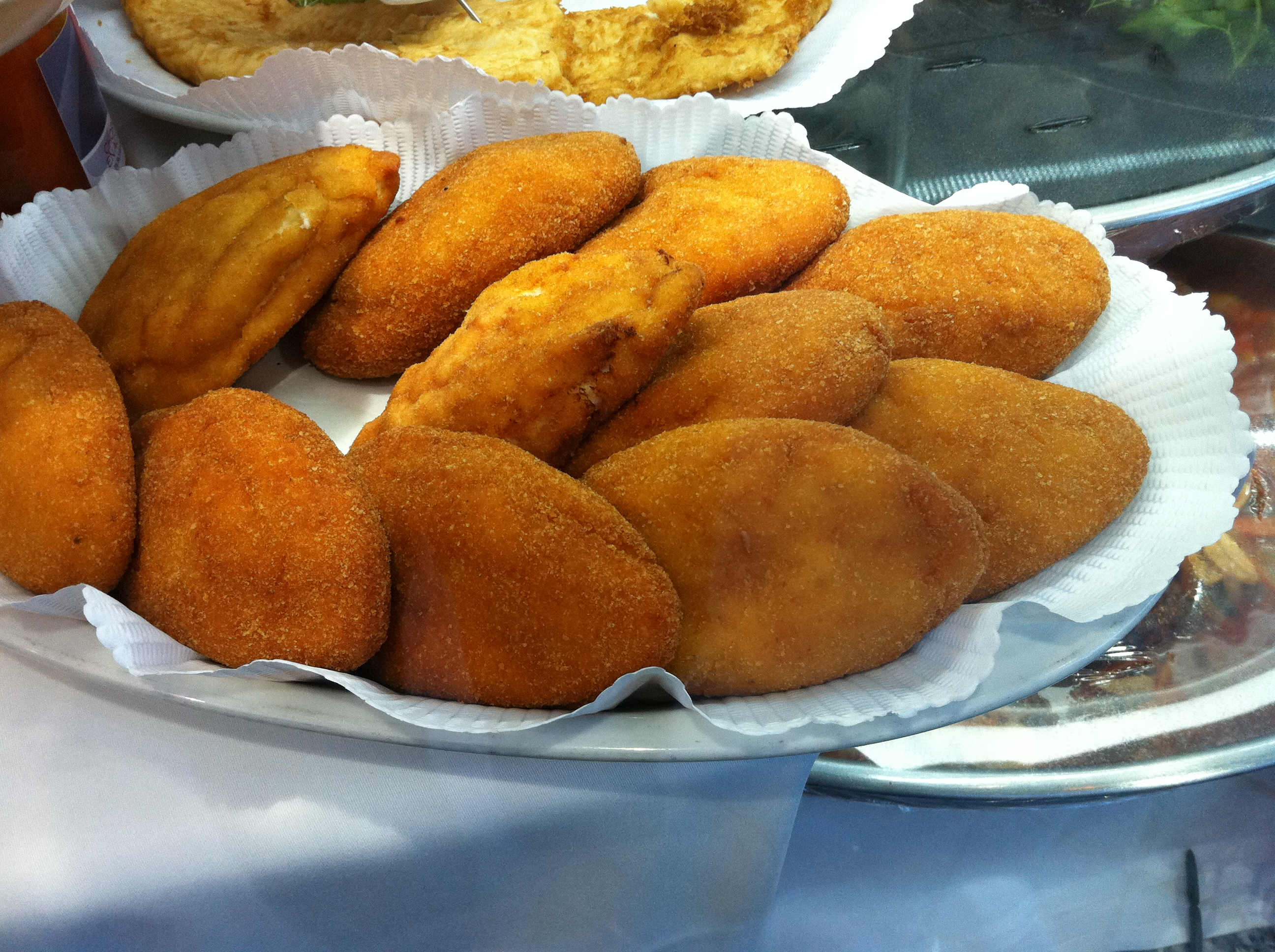
Pechugas de pollo a la Villeroy

El Pollo a la Villeroy (denominadas también Pollo a la Villeroi) es una preparación especial de carne de pollo. Se emplea la zona más magra del pollo como es la pechuga (filetes de pollo), o incluso de cualquier otra ave. Es por esta razón por la que se denomina también de forma más genérica como pechugas de ave Villeroy. La denominación proviene del uso que hace su preparación culinaria de la salsa Villeroy (que se trata de una salsa Béchamel a la que se añade queso rallado) como salsa de napado. La preparación de este plato pasa por tres fases, la primera en la que se saltean las pechugas o filetes de ave, la segunda en la que se pasan por la salsa Villerroy la tercera en la que se rebozan y se fríen en aceite. Suelen servirse calientes, aunque en algunas ocasiones se sirven frías como fiambre.

## Características
El plato se prepara en tres fases sucesivas. En la primera se saltean las pechugas de ave para que se doren ligeramente, en la segunda las pechugas se napan en la salsa Villeroy que posee una estructura densa. En esta fase se deja que las porciones napadas se enfríen hasta tener una consistencia firme. En la tercera fase se empanan con pan rallado y se fríen.